# Johanna Strömberg (månglare)

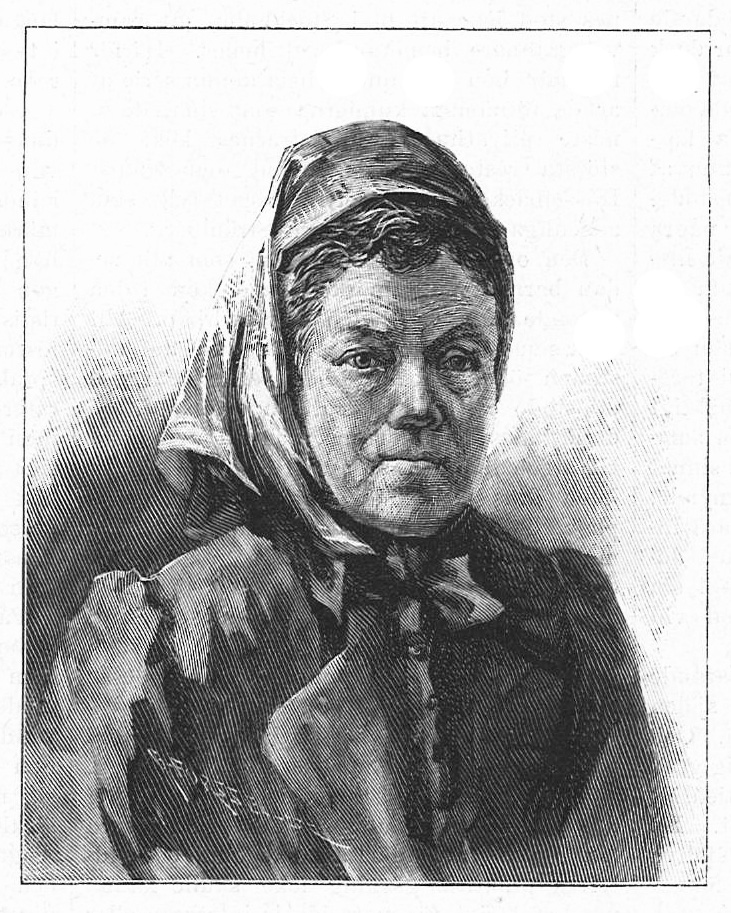
Johanna Strömberg. Xylografi i Idun 1895, nr 6.

Johanna Kristina Strömberg, född Malmberg 2 oktober 1830 i Tierps socken, Uppsala län, död 28 december 1894 i Stockholm, var en svensk fiskmånglerska. Hon sålde fisk på Hötorget i Stockholm i fyrtio år fram till hösten 1894. Hon utgjorde en välkänd profil i dåtidens i Stockholm och var allmänt känd som "Gumman Strömberg". 

## Biografi
Johanna Strömberg föddes i Tierp, där fadern var fattig hantverkare, och utbildade sig i folkskolan. Vid 15 års ålder blev hon piga i Stockholm, och några år senare gifte hon sig med sin arbetsgivares son, fiskhandlaren Karl Berg, och lärde sig då hans yrke. Hon blev dock änka efter endast en månad. Några år senare gifte hon om sig med Johan Strömberg (död 1890), som blev hennes kompanjon och medhjälpare. Hon ska ha påbörjat sin verksamhet omkring år 1854.     
Strömberg levererade fisk till både privata hushåll och till huvudstadens exklusiva restauranger och var känd för sina varors kvalitet, "sin osvikliga rättskaffenhet, sin affärsduglighet och sitt kärnfriska, originella väsen". Strömberg bedrev sin tids mest framgångsrika och ansedda fiskförsäljning i Stockholm. Bland hennes kunder fanns "de finaste privathusen", ministrarnas och ambassadörernas kök, och de största restaurangerna, bland dem Hasselbacken. Hon hade ett femtiotal leverantörer, ett manligt och tre kvinnliga biträden och flyttade 1879 in från torget till Hötorgshallen. Strömberg var också känd för att hålla öppet hus för Stockholms konstnärsvärld och fattiga behövande. Hon insjuknade hösten 1894 i blindtarmsinflammation och avled i blodförgiftning efter ett antal operationer. 
Johanna Strömberg hade en dotter och en son: hennes son, Johan Strömberg (1856–1914), var skådespelare vid Dramaten. Hon var syster till konstnären Josef Malmberg, vars utbildning i Konstakademien hon bekostade, och till hovarkitekten Karl Malmberg, designern bakom Börsen och Nya teatern i Göteborg. Hon gav också understöd till sin förste mans bror, skulptören Oskar Berg.

### Fotnoter
1. 1 2 3  Rotemannen, CD-ROM, Sveriges Släktforskarförbund/Stockholms Stadsarkiv (2012).